# Junga (película)
Junga  es una película de origen indio en el idioma tamil, estrenada en el año 2018, que combina elementos de comedia y acción. escrita y dirigida por Gokul . Vijay Sethupathi desempeña un papel principal triple en la película, mientras que Sayyeshaa y Madonna Sebastian tienen apariciones tanto en un papel principal como en un cameo doble. "Junga" fue lanzada con opiniones diversas por parte de los críticos, quienes elogiaron especialmente la actuación de Vijay Sethupathi y la comedia aportada por Yogi Babu. La música de la película fue creada por Siddharth Vipin, mientras que la filmación tuvo lugar en la ciudad de París.

## Trama
La película comienza con el Inspector Manimaran asumiendo la tarea de encontrar y enfrentar a Don Junga, junto con Duraisingam (Rajendran). En el camino hacia este encuentro, Junga cuenta su historia.
En el pasado, en Pollachi, trabaja como conductor de autobús y está enamorado de Thoppul. Se involucra en una pelea que enoja a su madre, ya que su padre Ranga y su abuelo Linga eran gánsteres con hábitos muy caros. También perdieron su teatro Cinema Paradise y tuvieron que venderlo a Kumarasamy Chettiyaar, por lo que su madre teme que él siga sus hábitos de gasto. Junga le dice a su madre que no será un don como Ranga y Linga, y recuperará la propiedad del teatro. Va a Chennai con Yo Yo, se convierte en un don tacaño y comienza a ahorrar dinero para su objetivo. También deja a Thoppul, ya que ella quiere que le brinde una vida lujosa y le regale 365 saris para cada día del año.
Un día, Junga se entera de que están derribando el teatro y que Chettiyaar planea venderlo a una compañía extranjera. Va a la casa de Chettiyaar y le da un crore para comprar de vuelta su teatro, pero Chettiyaar lo insulta. Junga desafía a Chettiyaar a que recuperará su teatro. Decide secuestrar a la hija de Chettiyaar, Yazhini, que está en París, así que va allí con Yo Yo, pero la mafia italiana secuestra a Yazhini para liberar a su líder, que fue arrestado por la policía francesa. Junga le dice a Chettiyaar que ha secuestrado a Yazhini y lucha con el grupo de la mafia para rescatarla de ellos. Yazhini y Junga escapan, y Chettiyaar acepta darle a la familia de Junga el teatro a cambio de Yazhini. Yazhini y Junga se casan más tarde. Sin embargo, los amigos de Junga piden una fiesta de éxito, para la cual él les da gachas. Sus amigos están furiosos con el tacaño y, por lo tanto, brindan información sobre el paradero de Junga a la policía. Manimaran intenta dispararle al tacaño, pero aparece repentinamente un camión, provocando un accidente y permitiendo que Junga escape.

## Elenco
- Vijay Sethupathi en un triple rol como Don Junga, Don Ranga (padre de Junga), and Don Linga (abuelo de Junga)
- Sayyeshaa como Yazhini
- Madonna Sebastian como Thoppul
- Suresh Chandra Menon como Kumarasamy Chettiyaar, padre de Yazhini
- Yogi Babu como Yo Yo, asistente de Junga
- Rajendran como Duraisingam
- Saranya Ponvannan como madre de Junga, esposa de Ranga, y nuera de Linga
- Radha Ravi como Sopraj
- Delhi Ganesh como Sukumar
- Vijaya Patti como abuela de Junga, madre de Ranga, y esposa de Linga
- Vinoth Munna como el inspector G. Manimaran
- KPY Bala como Poetu Dinesh
- Syed como Senthil
- Shelfa como Ali
- Anne Brugé como Kalki
- Louna como periodista francés
- Chaplin Balu
- Gokul en una aparición especial
- Sridhar en una aparición especial en la canción "Amma Mela Sathiyam"
- Jhony en una aparición especial en la canción "Amma Mela Sathiyam"
- Boopathy en una aparición especial en la canción "Rise of Don (Ascenso de Don)"
- Emcee Jesz en una aparición especial en la canción "(Ascenso de Don)"
- Puneeth Rajkumar como Appu

## Banda sonora
Siddharth Vipin fue el encargado de componer el álbum de la banda sonora de la película. El álbum completo se lanzó el 30 de julio de 2018 en el cine Sathyam Cinemas.
El álbum contiene un total de seis canciones.

## Lanzamiento
Los derechos de distribución en cines en Tamil Nadu se vendieron por 12 millones de rupias. La película también se dobló al hindi con el título "Junga - The Real Don" y se lanzó en YouTube a través de Wide Angle Media Pvt. Ltd. el 10 de marzo de 2019. Los derechos de transmisión por satélite de la película fueron adquiridos por Zee Tamil.